# Звернення до Великого Духа
«Звернення до Великого духу» (англ. Appeal to the Great Spirit) — кінна статуя 1909 року роботи американського скульптора Сайруса Далліна, розміщується в Музеї витончених мистецтв у Бостоні, штат Массачусетс.

## Історія
Сайрус Даллін був уродженцем штату Юта і в юності багато часу проводив у грі з індіанськими дітьми — представниками народу юта, що дало йому унікальні знання, які він втілював у своїх ранніх фігурках із глини. Після переїзду в Бостон в 1880 році й навчання в Парижі Даллін розвинув індіанську тему в своїй творчості. Одним з його найбільших успіхів стала кінна статуя «Сигнал миру», показана широкій публіці в Паризькому салоні в 1890 році, яка й принесла Далліну репутацію чи не найкращого скульптора, що працює з індіанською тематикою. Поряд з цим, в особистому листуванні Даллін часто висловлював симпатії до корінних американців і огиду до жорстокого ставлення до них з боку білих піонерів і уряду США.
Моделлю для статуї став італієць Антоніо Корсі, який позував також для великих живописців і скульпторів тієї епохи. Статуя ліпилася Далліном у своїй студії в Бостоні з 1907 по 1908 рік. Гіпсова версія була показана з великим успіхом на виставці Національного товариства скульпторів 1908 року в Балтиморі. У 1909 році скульптура була відлита в Парижі й завоювала золоту медаль на виставці в Паризькому салоні. 23 січня 1912 статуя була встановлена перед головним входом Музею витончених мистецтв у Бостоні в штаті Массачусетс, який купив цю роботу.

## Композиція

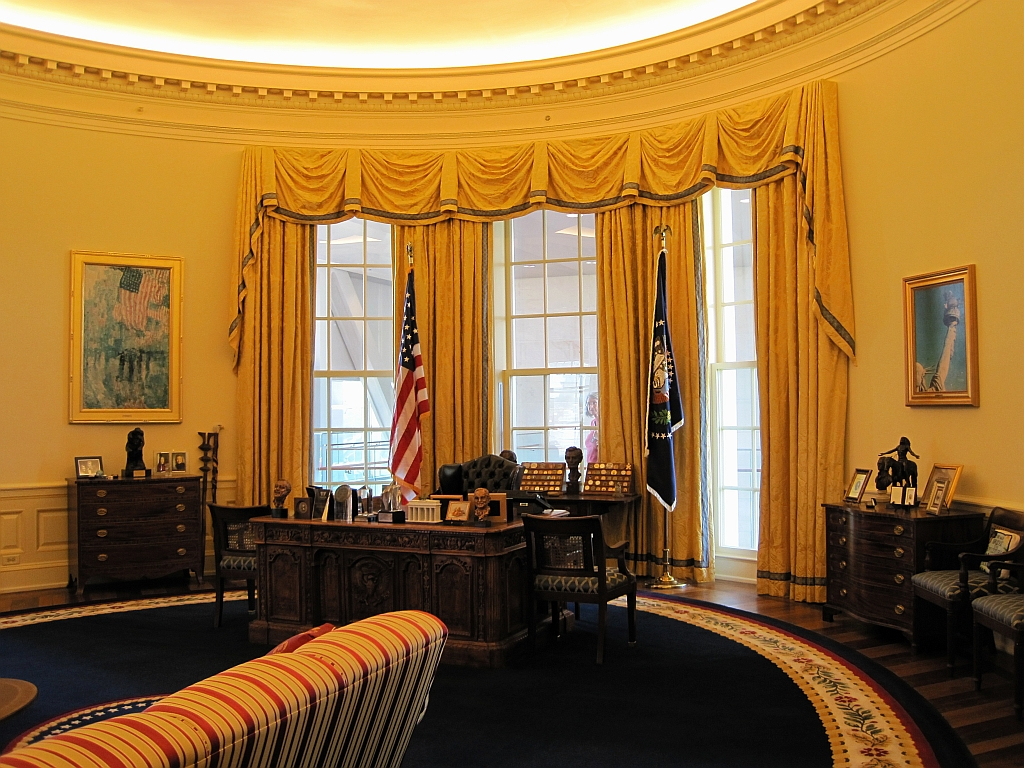
Скульптура праворуч під картиною в репліці Овального кабінету в Президентському центрі Клінтона, 2013 рік

Скульптура являє собою сидячого на коні благородного воїна народу юте, який після невдалої спроби мирного співіснування й після поразки в битві зводить очі до небес і піднімає руки в молитві, зверненої до Великого духа, щоб врятувати свій народ і свій спосіб життя від вимирання. За словами самого Далліна, тут відображено момент, коли вождь зробив своє «остаточне звернення до Великого духа за мир з білою людиною» після того, як «його сигнали до миру … були відхилені». Ця статуя стала четвертою й останньою із серії кінних скульптур, над якими Даллін працював в період з 1890 по 1909 роки, і яку він іменував «Епопеєю індіанців».

## Художній вплив
Близько 1922 року було відлито дев'ять 40-дюймових бронзових копій статуї, одна з яких розміщується в головній бібліотеці Дартмутського коледжу. Повнорозмірна копія скульптури розташовується в Мансі, штат Індіана, й на думку багатьох жителів, є символом міста. Копії такого ж розміру розташовуються в Музеї Сайруса Далліна в Арлінгтоні (Массачусетс) і музеї Роквелла в Корнінгу (Нью-Йорк). Макет, з якого була відлита скульптура, перебуває в холі Центральної середньої школи міста Талса (Оклахома).
Маленькі примірники скульптури розташовуються в Залі дипломатичних прийомів штаб-квартири Державного департаменту США — «Гаррі Ес Трумен Білдінг», Овальному кабінеті Білого дому, Вашингтон, округ Колумбія. Статуетка була поставлена туди в часи президента США Білла Клінтона.